# 8730 Iidesan
8730 Iidesan eller 1996 VT30 är en asteroid i huvudbältet som upptäcktes den 10 november 1996 av den japanske amatörastronomen Tomimaru Okuni vid Nanyō-observatoriet. Den är uppkallad efter den japanska bergskedjan Iidesan.
Asteroiden har en diameter på ungefär 3 kilometer och den tillhör asteroidgruppen Nysa.